# La France (Sigmaringen)
Pour le quotidien français financier du XIXe, voir La France. Pour les autres homonymes, voir France (homonymie).
La France est un journal quotidien créé par Jean Luchaire, commissaire à l'Information de la Commission gouvernementale de Sigmaringen, gouvernement en exil du régime de Vichy dans la ville souabe de Sigmaringen dans le Sud-Ouest de l'Allemagne. Le journal parut entre le 26 octobre 1944 au 13 mars 1945 et servit également de journal officiel pour la Commission.
Otto Abetz, ancien ambassadeur d'Allemagne dans la France occupée et ami depuis les années 1930 de Luchaire, poussa et aida celui-ci à prendre la tête de la propagande française de Sigmaringen. Luchaire créa alors, avec un financement allemand, le journal La France et une radio, Ici la France. Ce financement permit à Luchaire de recruter et d'offrir des salaires confortables dans une communauté française en exil vivant dans des conditions difficiles.
La France comptait initialement quatre pages puis deux et se vendait 4 francs ou 20 pfennigs. Il était tiré à 45 000 exemplaires. Le premier numéro parut le 26 octobre 1944 avec une photo de Pétain et un éditorial indiquant que Sigmaringen est la « forteresse de la légitimité du Maréchal ».
Les locaux du journal étaient au no 3 de la Karlstrasse, la rue principale de la ville, dans une maison qui abritait le ministère de l'Information de la Commission gouvernementale et où travaillaient plus de 200 fonctionnaires. Le journal est dirigé à l'origine par Jacques Ménard, ancien rédacteur en chef du quotidien Le Matin et ancien président de l'Association des journalistes antijuifs sous l'Occupation. Il est écarté en décembre au profit d'Henry Mercadier, membre du PPF de Jacques Doriot. L'équipe de rédaction se situait au deuxième étage, juste au-dessus de l'Office français d'information, l'agence de presse officielle du régime de Vichy, devenue à Sigmarigen, une annexe de la DNB, l'agence officielle allemande. Les rotatives se trouvaient elles dans la cave.
Alors que la libération de la France par les Alliés avançait, trois autres journaux en français étaient publiés en Allemagne : Le Petit Parisien, le journal de Jacques Doriot imprimé à Constance et qui tirait à plus de 80 000 exemplaires, L'Écho de Nancy, journal collaborationniste dirigé et possédé par des Allemands, replié à Neustadt et La voix du Reich, journal allemand mais paraissant en français.